# 12470 Pinotti
12470 Pinotti eller 1997 BC9 är en asteroid i huvudbältet som upptäcktes den 31 januari 1997 av den italienska astronomen Maura Tombelli vid Cima Ekar-observatoriet. Den är uppkallad efter amatörastronomen Roberto Pinotti.
Asteroiden har en diameter på ungefär 5 kilometer.